# اتصال کان‌ایکس‌ال
اتصال کان ایکس ال(ConXL) برای دستیابی به اتصالی محکم و مطمئن با حذف جوش‌های کارگاهی و نصب آسان، طراحی و ارائه شده‌است. این اتصال از قطعاتی به اسم کولار (Collar) که در چهار گوشه ستون نصب می‌شود، تشکیل شده‌است. تیرها در این روش با یک جفت فلنج اتصال (مطابق شکل) به آن وصل می‌شود.

## تاریخچه
سیستم کان ایکس ال CONXL، سیستم اتصالات سازه‌ای، با فن آوری نوین است که بر پایه شاسی‌های قالبی (مدولار)، توسط یک مهندس با تجربه آمریکایی به نام رابرت سیمون، که بیش از ۳۰ سال در صنعت ساختمان فعالیت دارد، ابداع شد. این اتصال جهت اجرای انواع سازه‌های فولادی مانند: سازه‌های مسکونی، صنعتی، تجاری، پتروشیمی، نفت وگاز، بیمارستان‌ها، هتل‌ها، پارکینگ‌های طبقاتی، مراکز خرید و مرکز داده و همچنین سازه‌های حیاتی و زیربنایی نظیر لابراتوارها و مراکز تحقیقاتی مهم، می‌تواند مورد استفاده قرار گیرد. نخستین بار در سال ۲۰۰۸ میلادی اتصال فوق مدرن ConXL به جامعه علمی و مهندسی معرفی گردید.

### کان ایکس تک
کمپانی (CONXtech) پس از مطالعه، تحقیق و گذراندن ۱۷ آزمایش لرزه‌ای با مقیاس کامل بر روی سیستم ابداعی خود (اتصال سازه‌ای کان ایکس ال CONXL) در دانشگاه آریزونا درآمریکا و همچنین بررسی‌های دقیق فنی که توسط هیئت تعیین صلاحیت اتصال (CPRP) مؤسسه فولاد ساختمانی آمریکاAISC 358 انجام شد، سرانجام در۱۹ مارس ال۲۰۱۰ میلادی، موفق به اخذ تاًییده برای اتصال سازه‌ای CONXL از AISC گردید. هچنین بواسطه قابلیت‌های این فن آوری، در 358 AISC به صورت آیین‌نامه وارد شده، تا در طراحی‌های لرزه‌ای، برای قاب خمشی فولادی متوسط و همچنین قاب خمشی فولادی ویژه، درسطح جهان مورد استفاده قرارگیرد. این اتصال تحت انحصار کمپانی CONXTECH بوده و کپی برداری از آن برای ساخت به هیچ وجه مجاز نبوده و باید همراه با تاییدیه شرکت سازنده باشد این موضوع در AISC 358 اشاره شده‌است.

## اجزای تشکیل دهنده اتصال conXL
سازه‌های فولادی با سیستم اتصالات کان ایکس ال CONXL از ۳ قسمت تشکیل می‌شوند:
1. ستون‌های قوطی مربع شکل cm 40 *۴۰ = HSS یا Box Columns Built-up پرشده با بتن.
2. یقه‌های ستون، به هرگوشه ستون، یک یقه، (که خود ازسه قسمت تشکیل شده) با جوش نواری متصل می‌شود.
3. تیرهای بال پهن (Wide Flange Beams) همراه یقه‌های متصل شده به ابتدا و انتهای آنها.

### کولار کرنر (یقه گوشه) و کولار فلنج (یقه بال)
کولار کرنر قطعه اصلی این اتصال است که به صورت استاندارد و با شیوه ریخته‌گری تولید می‌شود و توسط دستگاه‌های CNC برش داده می‌شود. وظیفه انتقال برش بر عهده این قطعه‌است. کولار فلنج (یقه بال) اتصال که در بالا و پایین به تیر جوش می‌شود و توسط بولت به کولار کرنر متصل می‌گردد نیز با همان شیوه به صورت ریختگری تولید می‌گردد.
برای دست یافتن به یک اتصال ConXL کولارها توسط فیکسچر در کارخانه بر روی ستون با دقت بسیار بالا نصب و جوش می‌شوند.
این اتصال برای قاب‌های خمشی متوسط و ویژه کاربرد دارد. مخترع و کمپانی سازنده این اتصال شرکت ConXTech در کشور آمریکا می‌باشد.

## مزایای استفاده از اتصال conXL
- سیستم کان ایکس CONX اتصالی با ۶ درجه گیرداری است. (X,Y،Z,Mz,My&T)
- در احداث سازه‌های فولادی با استفاده از این فن آوری نیازی به جوشکاری در محل اجرای پروژه نمی‌باشد وکلیه جوشکاری‌ها در شرایط کنترل شده در کارخانه انجام می‌شود.
- برخلاف سازه‌های متداول که اجرای آن‌ها چند ماه طول می‌کشد، اجرا با این سیستم به کمتراز ۲ هفته نیاز دارد.
- دراین سیستم (فن آوری)، اتصالات Lower and Locking* باعث کاهش ریسک در سازه می‌گردد.
- سیستم سازه‌ای کان ایکس ال CONXL، براساس تست‌های انجام شده، در برابرزلزله، انفجارو سقوط اجسام، دارای استحکام لازم می‌باشد. این سیستم دارای تاًییده‌هایی از AISC ,ATFP ,OSHPD ,UFC، می‌باشد.
- پیش ساختگی، از مزایای مهم سیستم CONXL بوده و این سیستم دارای بیش از۸۰٪ پیش ساختگی است.
- میزان نصب اسکلت با سیستم کان ایکس ال CONXL، روزانه ۹۰۰ مترمربع می‌باشد.
- در سیستم CONXL به واسطه ساخت قطعات و اعضاء سازه درکارخانه، پرت مصالح وجود ندارد.
- این سیستم به ویژه برای سازه‌های فولادی خاص با دهانه‌های بزرگ (۲۰–۵٬۵ متر) مناسب است؛ لذا می‌تواند جهت احداث ساختمان‌های صنعتی و تجاری مورد استفاده قرار گیرد.
- اجرای اسکلت سازه با این سیستم به مراتب سریع تر، بهتر و ایمن تر از سیستم‌های متعارف می‌باشد.
- این سیستم می‌تواند در ساختمان‌های بلند مرتبه نیز به کارگیری شود و کیفیت و مدت زمان ساخت را بسیار کاهش دهد

## نحوه اجرای اتصال ConXL
- حمل قطعات به محل پروژه: ابتدا کلیه قطعات ساخته شده در کارخانه شامل: ستون‌ها و یقه‌های متصل به آن‌ها و همچنین تیرهای بال پهن همراه پلیت‌های رابط، با توجه به مقررات مربوطه به محل پروژه حمل می‌شوند.
- نصب ستون‌ها در محل بیس پلیت‌ها: در شرایطی که پی ساختمان اجرا شده و بیس پلیت‌ها نیز نصب شده باشند، ستون‌های چهار گوش HSS یا ستون‌های باکس همراه یقه‌های متصل به آن‌ها توسط جرثقیل درمحل بیس پلیت‌ها قرار داده شده و پس از اطمینان از شاقول بودن و قرار داشتن در امتداد محورهای مختصات مورد نظر، نسبت به جوش کاری و اتصال آن‌ها به بیس پلیت اقدام می‌نمایند.
- نصب تیرها: پس از نصب ستون‌ها و اطمینان از ایستایی موقت آنان درحین اجرای سازه، با استفاده از جرثقیل، هر یک از تیرها را در محل محور مربوطه و مابین دو ستون قرار می‌دهند. اتصال CONXL، یقه‌های متصل به بال‌های تیر، به راحتی و بدون استفاده از ابزار خاص به صورت ثقلی در داخل شیارهایی که در یقه‌های ستون تعبیه شده (کام)، قرار می‌گیرند، و سپس آن‌ها را توسط اتصالات به یکدیگر می‌بندند.
- اجرای سقف‌ها: پس از نصب کلیه تیرهای اصلی و نصب تیرچه‌های فلزی کف‌ها در سازه، نوبت به اجرای سقف طبقات می‌رسد. در سیستم سازه‌ای کان ایکس ال CONXL از کف‌های صلب شامل: تیرهای فولادی همراه با عرشه فلزی و شبکه‌ای از مفتول‌های بافته شده فولادی به عنوان مش تقویتی و بتن استفاده می‌شود.